# Усташки злочини на простору Ливањског поља 1941.
Усташки злочини на простору Ливањског поља однели су велики број живота. Жртве су били Срби, али и Хрвати и Муслимани који нису желели да буду део Павелићеве фашистичке политике са циљем етничког чишћења Срба и стварања хомогене хрватске државе - НДХ. Број жртава никад тачно није утврђен. Будо Симоновић је написао књигу „Огњена Марија Ливањска“ у којој је на основу исказа преживелих и малобројних сведока сликовито описао муке жртава. О злочинима се након рата ћутало, због политичке ситуације и зарад братства и јединства.
Иван Горан Ковачић је инспирацију за своју приповетку Јама написао је под утисцима ових стравичних злочина у јами Равни Долац изнад Ливањског поља.

### Увод
Док се Хитлер у Немачкој спремао да покори Европу, у Југославији је Павелић увелико спремао планове за реализацију плана Анта Старчевића, данас често називаног Оцем домовине, и смишљао начин како Србе треба ставити ван закона. Са падом Југославије, створена је Независна Држава Хрватска чији је део постало и Ливањско поље. Усташе су брзо поставиле своје људе у Ливно као и у околна села, који су били задужени за разоружавање православног народа.

### Злочини

#### Први злочини
Убрзо након капитулације Југославије, из Загреба је стигло потпуно овлашћење Анта Павелића за почетак припрема за потпуно истребљење српског живља. Направљена је и црна књига, које Србе прво треба ликвидирати. Главни усташа у ливањском крају био је Др. Драган Урумовић. Једне јунске вечери усташе су тражећи Цвију Орашчића отишле код попа Риста Ћатића кога су, са још 11 Срба, ухапсили и одвели на Каблић и побацали у јаму Сухачу. Тројица су успела да побегну и рашире вести по селу. У Челебићу су усташе крајем маја пописали сва српска домаћинства, сва имовина и имена сваког човека налазила су се на том списку. Причало се како ће сви Срби бити исељени у Србију, ипак нико од комшија Хрвата није упозорио Србе да им се спрема покољ, делимично због страха од усташа, јер би се тако и они сами нашли на њиховом путу. Ипак, Мато Римац, који се није слагао са таквом политиком, споменуо је свом комшији шта се спрема. Нешто касније, пребијен је на смрт од стране усташа. 20. јуна 1941. усташе су Др. Душана Митровића, Др. Крста Зубића и адвоката Ранка Маргетића позвале на „хитан разговор у Сарајево“, да би као најугледнији људи у крају договорили пресељење свих Срба у Србију, јер у Хрватској могу живети само Хрвати. Породицама одведених су у наредном периоду стизала писма, наводно из Сарајева, како су они сигурно и срећно стигли у Сарајево, они су међутим тада већ били мртви. Недуго затим и њихове породице су одведене на „пут у Србију“.

#### Јама Бикуша
Видети: Покољ у Челебићу
По казивању Луке Црногорца и Милана Росића, двојице који су избегли смрт у јами, у понедељак 28. јула наоружани Хрвати и усташе направиле су круг око села Челебић и кренуле по кућама, и под претњом оружјем сви мушкарци су одведени и затворени у сеоску школу, било их је око 100. Ту су преноћили и у зору 29. јула усташе су улетеле у школу и кренуле да кундацима ударају Србе. Батинање се наставило током целог дана, да би око 4 сата после подне, усташе кренуле да изводе људе појединачно, везујући им руке жицом. Када су везали све, потерали су их ка јами, на путу до јаме једино је Марко Билић одбио послушност усташама, положио оружје и рекао да неће да учествује у овом чину. Кад су дошли до јаме Бикуша, усташе су онако везане Србе доводили до саме ивице и онда их једног по једног гурали у провалију. Око 40 људи успело је да изађе из јаме, да побегне док су били спровођени ка њој, али је неки касније ипак стигао усташки нож. Након тога усташе су се вратиле по жену и децу у село и њих спровеле у школу. Касније су и њих побацали у јаму.

#### Јама Равни Долац
За разлику Бикуше, јама Равни Долац (Доњи Рујани) била је много дубља (46 метара). Као и у Бикуши, у Равном Долцу су завршили Срби из овога краја. Усташе су на исти начин прикупљали Србе, док је народ обављао сеоске радове по пољима и није био свестан шта се спрема. Јама се налази на планини Динари. По причама четрнаесторо преживелих, усташе су све заробљене ставили у једну пећину у непосредној близини јаме одакле су их по списку прозивале и редом бацале у јаму. Усташке патроле су данима проверавали има ли преживелих у јами и наставили су да бацају бомбе и камење са циљем да убију и оно мало преживелих на дну. Ова јама је специфична јер су у њу готово сви који су бачени били жена и деца. Јаму нико од потомака жртава није обилазио 50 година, све до 8. јуна 1991. када су уз велике муке, по причама преживелих, Срби из Ливна и околних села успели да пронађу јаму и из ње изваде кости жртава које су ту оставиле своје животе, јер су били припадници другог народа. Посмртни остаци су пренети у спомен-костурницу која је саграђена испред православне цркве у Ливну. Четрнаесторо преживелих је из јаме извучено након више од месец дана.

### Списак жртава по селима
Имена жртава се могу погледати са детаљним подацима на сајту Удружења Огњена Марија Ливањска. Жртве су поређане по селу одакле су, списак чине њихова имена, година рођења - година смрти и место страдања. Списак свих 1587 жртава налази се на дну интернет станице, а сам списак је узет уз књиге Буда Симоновића - Огњена Марија Ливањска.